# Тихонов, Владимир Алексеевич
Владимир Алексеевич Тихонов (21 марта [2 апреля] 1857, Казань — 13 [26] мая 1914, Санкт-Петербург) — русский писатель, драматург, актёр.

## Биография
Родился 21 марта (2) апреля 1857 года в Казани, в семье богатого откупщика (впоследствии разорившегося); брат беллетриста А. Лугового (Тихонова А. А.). Детские годы провёл в Царёвококшайске. С 1866 года учился в 1-й Казанской гимназии, через два года перешёл в московскую гимназию Ф. И. Креймана, которую окончил в 1874 году. Поступил вольноопределяющимся на военную службу, учился в Казанском пехотном юнкерском училище, выпущен в 1876 году портупей-юнкером. В звании прапорщика в составе кавказской действующей армии участвовал в русско-турецкой войне 1877—1878 годов, а в 1879 году вышел в отставку. Жил в Тифлисе, играл там в театре, а в 1880 году при помощи брата перебрался в Казань.
Был профессиональным актёром (оставил «Театральные воспоминания»), приказчиком, коммивояжёром. Печататься начал с 1878 года («Сутки на очереди» — очерк, опубликованный в тифлисской газете «Обзор»).
С 1882 года жил в Петербурге, полностью посвятил себя литературной и журналистской деятельности. Сотрудничал с периодическими изданиями — «Новое время», «Россия», «Всемирная иллюстрация», «Неделя», «Исторический вестник», «Русская мысль», «Вестник Европы»; с 1891 по 1894 годы был редактором журнала «Север». Выступал как представитель консервативных кругов русской интеллигенции 1880—1890-х годов. В 1911 году принял участие в коллективном романе «Три буквы» на страницах «Синего журнала».
Умер от воспаления лёгких. Похоронен на Литераторских мостках.

## Творчество
Комедия писателя «Через край» (1881, опубликована в 1885) поставлена Александринским театром в 1884 году и держалась в репертуаре более 20 лет. Тихонов помещал фельетоны и рассказы в газете «Новое время» и «Россия» под псевдонимами «Мордвин В. А.» и «Старцев Влад.».
Из драматических произведений, собранных в книге «Комедии» (СПб., 1888), наибольшим успехом пользовались «Байбак» и «Козырь», получившие Грибоедовскую премию.
Темы произведений писателя связаны с проблемой семьи и брака, противоречия жизни ограничиваются конфликтами на почве неудачной любви («Пустоцвет», СПб, 1899), ревности («Дело семейное»).

## Семья
- Первая жена (с 1879) — Мария Доминиковна Барщевская. Впала в помешательство, и Тихонов не мог с ней законно развестись.
- Вторая жена — Анна Ивановна Успенская, учительница. Ушла от него в 1894 году с двумя дочерьми, устав от его запоев.
- Третья жена — Екатерина Владимировна Зенгер, литератор (под псевдонимом К. Барвинок).